# Léon Cabanes
Léon Cabanes est un homme politique français né le 28 janvier 1840 à Saint-Mamet-la-Salvetat (Cantal) et mort le 11 juin 1886 à Aurillac (Cantal).

## Biographie
Cousin de Joseph Cabanes, également sénateur du Cantal, il est médecin à Saint-Mamet, maire de la ville et conseiller général du canton de Saint-Mamet-la-Salvetat. Après plusieurs échecs aux élections législatives, il est finalement élu sénateur, républicain, du Cantal en 1885. Il meurt l'année suivante.